# WWE・世界タッグチーム王座
WWE世界タッグチーム王座（World Tag-Team Championship）は、アメリカ合衆国のプロレス団体WWEにおけるタッグ王座である。

## 歴史
王座創設は1971年6月3日。ルイジアナ州ニューオーリンズで行われたとされる架空のトーナメント決勝戦において、ディック・ザ・ブルーザー&ザ・シークを破り優勝したとして、ターザン・タイラー&ルーク・グラハムが初代王者チームに認定される。創設当時の名称は「WWWF世界タッグ王座」で、その後「WWFタッグ王座」、「WWF世界タッグ王座」、「WWE世界タッグ王座」と改称し、WCWとの統合によるWCW世界タッグ王座との統一を経て2002年のRAWとスマックダウンのブランド分割以降は「世界タッグ王座」としてRAWにて管理されていた。
2009年4月5日のレッスルマニアXXVにて、WWEタッグ王座（スマックダウン管理）の王者チームだったカリート&プリモ・コロンがジョン・モリソン&ザ・ミズを破り、RAWとスマックダウンの両タッグ王座を統一。以後、WWE統一タッグ王座として、本王座が封印される2010年8月16日まで認定されていた。
以下は創設から統一までの歴代タッグチャンピオンである。

## 歴代王者
| レスラー / タッグチーム名 | 戴冠回数 | 戴冠日付      | 番組                               | 試合形式                   |
| --- | -------- | ------------- | ---------------------------------- | -------------------------- |
| ターザン・タイラー & ルーク・グラハム                                                                                         | 1        | 1971年6月3日  |                                    | Tourn. Final               |
| カール・ゴッチ & レネ・グレイ                                                                                                 | 1        | 12月6日       |                                    | One Fall                   |
| キング・カーティス・イヤウケア & バロン・ミケル・シクルナ                                                                     | 1        | 1972年2月1日  |                                    | One Fall                   |
| チーフ・ジェイ・ストロンボー & ソニー・キング                                                                                 | 1        | 5月22日       |                                    | One Fall                   |
| プロフェッサー・タナカ & ミスター・フジ                                                                                       | 1        | 6月27日       |                                    | One Fall                   |
| トニー・ガレア & ヘイスタック・カルホーン                                                                                     | 1        | 1973年5月30日 |                                    | One Fall                   |
| プロフェッサー・タナカ（2） & ミスター・フジ（2）                                                                             | 2        | 9月11日       |                                    | One Fall                   |
| トニー・ガレア（2） & ディーン・ホー                                                                                          | 1        | 11月14日      |                                    | One Fall                   |
| ジミー・バリアント & ジョニー・バリアント / バリアント・ブラザーズ                                                            | 1        | 1974年5月8日  |                                    | One Fall                   |
| ドミニク・デヌーチ & ビクター・リベラ                                                                                         | 1        | 1975年5月13日 |                                    | One Fall                   |
| ドミニク・デヌーチ（2） & パット・バレット                                                                                    | 1        | 6月1日        |                                    | N/A                        |
| ブラックジャック・ランザ & ブラックジャック・マリガン / ブラックジャックス                                                    | 1        | 8月26日       |                                    | One Fall                   |
| トニー・パリシ & ルイ・セルダン                                                                                               | 1        | 11月8日       |                                    | One Fall                   |
| エクスキューショナー1号（キラー・コワルスキー）& エクスキューショナー2号（ビッグ・ジョン・スタッド） / エクスキューショナーズ | 1        | 1976年5月11日 |                                    | One Fall                   |
| チーフ・ジェイ・ストロンボー（2） & ビリー・ホワイト・ウルフ                                                                  | 1        | 12月7日       |                                    | Tourn. Final               |
| プロフェッサー・タナカ（3） & ミスター・フジ（3）                                                                             | 3        | 1977年9月27日 |                                    | One Fall                   |
| ドミニク・デヌーチ（2） & ディノ・ブラボー                                                                                    | 1        | 1978年3月14日 |                                    | One Fall                   |
| ランバージャック・ピエール & ランバージャック・エリック / ユーコン・ランバージャックス                                        | 1        | 6月26日       |                                    | One Fall                   |
| トニー・ガレア（3） & ラリー・ズビスコ                                                                                        | 1        | 11月21日      |                                    | One Fall                   |
| ジョニー・バリアント（2） & ジェリー・バリアント / バリアント・ブラザーズ                                                     | 1        | 1979年3月6日  |                                    | One Fall                   |
| イワン・プトスキー & ティト・サンタナ                                                                                         | 1        | 10月22日      |                                    | One Fall                   |
| アファ・アノアイ & シカ・アノアイ / ワイルド・サモアンズ                                                                      | 1        | 1980年4月12日 |                                    | One Fall                   |
| ボブ・バックランド & ペドロ・モラレス                                                                                         | 1        | 8月9日        |                                    | One Fall                   |
| アファ・アノアイ（2） & シカ・アノアイ（2） / ワイルド・サモアンズ                                                            | 2        | 9月9日        |                                    | One Fall                   |
| トニー・ガレア（4） & リック・マーテル                                                                                        | 1        | 11月8日       |                                    | One Fall                   |
| レックス & キング / ムーンドッグス                                                                                            | 1        | 1981年3月17日 |                                    | One Fall                   |
| レックス（2） & スポット / ムーンドッグス                                                                                     | 1        | 5月1日        |                                    | N/A                        |
| トニー・ガレア（5） & リック・マーテル（2）                                                                                   | 2        | 7月21日       |                                    | One Fall                   |
| ミスター・フジ（4） & ミスター・サイトー                                                                                      | 1        | 10月13日      | Championship Wrestling             | One Fall                   |
| チーフ・ジェイ・ストロンボー（3） & ジュールズ・ストロンボー                                                                  | 1        | 1982年6月28日 |                                    | One Fall                   |
| ミスター・フジ（5） & ミスター・サイトー（2）                                                                                 | 2        | 7月13日       |                                    | One Fall                   |
| チーフ・ジェイ・ストロンボー（4） & ジュールズ・ストロンボー（2）                                                             | 2        | 10月26日      | Championship Wrestling             | One Fall                   |
| アファ・アノアイ（3） & シカ・アノアイ（3） / ワイルド・サモアンズ                                                            | 3        | 1983年3月8日  | Championship Wrestling             | One Fall                   |
| ロッキー・ジョンソン & トニー・アトラス / ソウル・パトロール                                                                  | 1        | 11月15日      | Championship Wrestling             | No Disqualification        |
| ディック・マードック & アドリアン・アドニス / ノース・サウス・コネクション                                                    | 1        | 1984年4月17日 |                                    | One Fall                   |
| バリー・ウインダム & マイク・ロトンド / USエクスプレス                                                                        | 1        | 1985年1月21日 |                                    | One Fall                   |
| アイアン・シーク & ニコライ・ボルコフ                                                                                         | 1        | 3月31日       | WrestleMania                       | One Fall                   |
| バリー・ウインダム（2） & マイク・ロトンド（2） / USエクスプレス                                                              | 2        | 6月17日       |                                    | One Fall                   |
| グレッグ・バレンタイン & ブルータス・ビーフケーキ / ドリーム・チーム                                                          | 1        | 8月24日       |                                    | One Fall                   |
| ダイナマイト・キッド & デイビーボーイ・スミス / ブリティッシュ・ブルドッグス                                                  | 1        | 1986年4月7日  | WrestleMania II                    | One Fall                   |
| ブレット・ハート & ジム・ナイドハート / ハート・ファウンデーション                                                            | 1        | 1987年1月26日 | Superstars                         | One Fall                   |
| リック・マーテル（3） & ティト・サンタナ（2） / ストライク・フォース                                                          | 1        | 10月27日      |                                    | One Fall                   |
| アックス & スマッシュ / デモリッション                                                                                        | 1        | 1988年3月27日 | WrestleMania IV                    | One Fall                   |
| アーン・アンダーソン & タリー・ブランチャード / ブレイン・バスターズ                                                          | 1        | 1989年7月18日 | Saturday Night Main Event          | 2-out-of-3 falls           |
| アックス（2） & スマッシュ（2） / デモリッション                                                                              | 2        | 10月2日       | Saturday Night Main Event          | One Fall                   |
| アンドレ・ザ・ジャイアント & ハク / コロッサル・コネクション                                                                  | 1        | 12月13日      | Superstars                         | One Fall                   |
| アックス（3）、スマッシュ（3） & クラッシュ／デモリッション                                                                   | 3        | 1990年4月1日  | WrestleMania VI                    | One Fall                   |
| ブレット・ハート（2） & ジム・ナイドハート / ハート・ファウンデーション                                                       | 2        | 8月27日       | SummerSlam1990                     | 2-out-of-3 falls           |
| ブライアン・ノッブス & ジェリー・サッグス / ナスティ・ボーイズ                                                                | 1        | 1991年3月24日 | WrestleMania VII                   | One Fall                   |
| ロード・ウォリアー・ホーク & ロード・ウォリアー・アニマル / リージョン・オブ・ドゥーム                                        | 1        | 8月26日       | SummerSlam1991                     | Street Fight               |
| テッド・デビアス & I.R.S.（3） / マネー・インク                                                                               | 1        | 1992年2月7日  |                                    | One Fall                   |
| アースクエイク & タイフーン / ナチュラル・ディザスターズ                                                                      | 1        | 7月20日       |                                    | One Fall                   |
| テッド・デビアス（2） & I.R.S.（4） / マネー・インク                                                                          | 2        | 10月13日      |                                    | One Fall                   |
| リック・スタイナー & スコット・スタイナー / スタイナー・ブラザーズ                                                            | 1        | 1993年6月14日 | Monday Night RAW                   | One Fall                   |
| テッド・デビアス（3） & I.R.S.（5） / マネー・インク                                                                          | 3        | 6月16日       |                                    | One Fall                   |
| リック・スタイナー（2） & スコット・スタイナー（2） / スタイナー・ブラザーズ                                                  | 2        | 6月19日       |                                    | One Fall                   |
| ジャック & ピエール / ケベッカーズ                                                                                            | 1        | 9月13日       | Monday Night RAW                   | Quebec Rules               |
| マーティ・ジャネッティ & 1-2-3キッド                                                                                          | 1        | 1994年1月10日 | Monday Night RAW                   | One Fall                   |
| ジャック（2） & ピエール（2） / ケベッカーズ                                                                                  | 2        | 1月17日       | Monday Night RAW                   | One Fall                   |
| モー & メイブル / メン・オン・ナ・ミッション                                                                                  | 1        | 3月29日       |                                    | One Fall                   |
| ジャック（3） & ピエール（3） / ケベッカーズ                                                                                  | 3        | 3月31日       |                                    | One Fall                   |
| ファトゥ & サムゥ / ヘッドシュリンカーズ                                                                                      | 1        | 4月26日       | Monday Night RAW                   | One Fall                   |
| ディーゼル & ショーン・マイケルズ                                                                                             | 1        | 8月28日       |                                    | One Fall                   |
| 1-2-3キッド（2） & ボブ・ホーリー                                                                                             | 1        | 1995年1月22日 | Royal Rumble                       | Tourn. Final               |
| ビリー・ガン & バート・ガン / スモーキン・ガンズ                                                                              | 1        | 1月23日       | Monday Night RAW                   | One Fall                   |
| オーエン・ハート & ヨコズナ                                                                                                   | 1        | 4月2日        | WrestleMania XI                    | One Fall                   |
| ディーゼル（2） & ショーン・マイケルズ（2）                                                                                   | 2        | 9月24日       | In Your House #3                   | One Fall                   |
| オーエン・ハート（2） & ヨコズナ（2）                                                                                         | 2        | 9月25日       |                                    | N/A                        |
| ビリー・ガン（2） & バート・ガン（2） / スモーキン・ガンズ                                                                    | 2        | 9月25日       | Monday Night RAW                   | One Fall                   |
| スキップ & ジップ / ボディドナーズ                                                                                            | 1        | 1996年3月31日 | WrestleMania XII                   | Tourn. Final               |
| ヘンリー・O・ゴッドウィン & フィニアス・I・ゴッドウィン / ゴッドウィンズ                                                      | 1        | 5月19日       |                                    | One Fall                   |
| ビリー・ガン（3） & バート・ガン（3） / スモーキン・ガンズ                                                                    | 3        | 5月26日       | In Your House #8                   | One Fall                   |
| オーエン・ハート（3） & ブリティッシュ・ブルドッグ（2）                                                                       | 1        | 9月22日       | In Your House #10                  | One Fall                   |
| ショーン・マイケルズ（3） & ストーン・コールド・スティーブ・オースチン                                                        | 1        | 1997年5月26日 | Raw is War                         | One Fall                   |
| デュート・ラブ & ストーン・コールド・スティーブ・オースチン（2）                                                              | 1        | 7月14日       | RAW is War                         | One Fall                   |
| モッシュ & スラッシャー / ヘッドバンガーズ                                                                                    | 1        | 9月7日        | In your house #16                  | Fatal Four Way             |
| ヘンリー・O・ゴッドウィン & フィニアス・I・ゴッドウィン / ゴッドウィンズ                                                      | 2        | 10月5日       | In Your House #17                  | One Fall                   |
| ロード・ウォリアー・アニマル & ロード・ウォリアー・ホーク / リージョン・オブ・ドゥーム                                        | 2        | 10月7日       | Raw is War                         | One Fall                   |
| ロード・ドッグ & ビリー・ガン（4） / ニュー・エイジ・アウトローズ                                                             | 1        | 11月24日      | Raw is War                         | One Fall                   |
| カクタス・ジャック（2） & チェーンソー・チャーリー                                                                            | 1        | 1998年3月29日 | WrestleMania XIV                   | Dumpster                   |
| ロード・ドッグ（2） & ビリー・ガン（5） / ニュー・エイジ・アウトローズ                                                        | 2        | 3月30日       | Raw is War                         | Steel Cage                 |
| マンカインド（3） & ケイン | 1        | 7月13日       | Raw is War                         | One Fall                   |
| ストーン・コールド・スティーブ・オースチン（3） & ジ・アンダーテイカー                                                        | 1        | 7月26日       | Fully Loaded                       | One Fall                   |
| マンカインド（4） & ケイン（2）                                                                                               | 2        | 8月10日       | Raw is War                         | Four Corners               |
| ロード・ドッグ & ビリー・ガン（6） / ニュー・エイジ・アウトローズ                                                             | 3        | 8月30日       | SummerSlam1998                     | Handicap                   |
| ビッグ・ボスマン & ケン・シャムロック                                                                                         | 1        | 12月14日      | Raw is War                         | One Fall                   |
| オーエン・ハート（4） & ジェフ・ジャレット                                                                                    | 1        | 1999年1月25日 | Raw is War                         | One Fall                   |
| Xパック（3） & ケイン（3） | 1        | 3月30日       | Raw is War                         | One Fall                   |
| ファルーク & ブラッドショー / アコライツ・プロテクション・エージェンシー                                                      | 1        | 5月31日       | Raw is War                         | One Fall                   |
| マット・ハーディー & ジェフ・ハーディー / ハーディー・ボーイズ                                                                | 1        | 6月29日       | Raw is War                         | One Fall                   |
| ファルーク（2） & ブラッドショー（2） / アコライツ・プロテクション・エージェンシー                                            | 2        | 7月25日       | Fully Loaded                       | One Fall                   |
| Xパック（4） & ケイン（4） | 2        | 8月9日        | Raw is War                         | One Fall                   |
| ジ・アンダーテイカー（2） & ビッグ・ショー                                                                                    | 1        | 8月22日       | SummerSlam 1999                    | One Fall                   |
| マンカインド（5） & ザ・ロック / ロックンソック・コネクション                                                                 | 1        | 8月30日       | Raw is War                         | One Fall                   |
| ジ・アンダーテイカー（3） & ビッグ・ショー（2）                                                                               | 2        | 9月7日        | SmackDown!                         | Buried Alive               |
| マンカインド（6） & ザ・ロック（2） / ロックンソック・コネクション                                                            | 2        | 9月20日       | Raw is War                         | Dark Side Rules            |
| ロード・ドッグ（4） & ビリー・ガン（7） / ニュー・エイジ・アウトローズ                                                        | 4        | 9月21日       | SmackDown!                         | One Fall                   |
| マンカインド（7） & ザ・ロック（3） / ロックンソック・コネクション                                                            | 3        | 10月12日      | SmackDown!                         | One Fall                   |
| クラッシュ・ホーリー & ハードコア・ホーリー（7） / ホーリー・カズンズ                                                         | 1        | 10月18日      | SmackDown!                         | One Fall                   |
| マンカインド（8） & アル・スノー                                                                                              | 1        | 11月2日       | SmackDown!                         | One Fall                   |
| ロード・ドッグ（5） & ビリー・ガン（8） / ニュー・エイジ・アウトローズ                                                        | 5        | 11月8日       | Raw is War                         | One Fall                   |
| ババ・レイ・ダッドリー & ディーボン・ダッドリー / ダッドリー・ボーイズ                                                        | 1        | 2000年2月27日 | No Way Out2000                     | One Fall                   |
| エッジ & クリスチャン | 1        | 4月2日        | WrestleMania 2000                  | Triple Ladder              |
| スコッティ・2・ホッティ & グランマスタ・セクセイ / トゥー・クール                                                             | 1        | 5月29日       | Raw is War                         | One Fall                   |
| エッジ（2） & クリスチャン（2）                                                                                               | 2        | 6月25日       | King Of The Ring                   | Fatal Four Way             |
| マット・ハーディー（2） & ジェフ・ハーディー（2） / ハーディー・ボーイズ                                                      | 2        | 9月24日       | Unforgiven                         | Steel Cage                 |
| エッジ（3） & クリスチャン（3）                                                                                               | 3        | 10月22日      | No Mercy                           | One Fall                   |
| マット・ハーディー（3） & ジェフ・ハーディー（3） / ハーディー・ボーイズ                                                      | 3        | 10月23日      | Raw is War                         | One Fall                   |
| ブル・ブキャナン & ザ・グッドファーザー / ライト・トゥ・センサー                                                              | 1        | 11月6日       | Raw is War                         | One Fall                   |
| エッジ（4） & クリスチャン（4）                                                                                               | 4        | 12月10日      | Armageddon                         | 4 Corners                  |
| ザ・ロック（4） & ジ・アンダーテイカー（4）                                                                                   | 1        | 12月18日      | Raw is War                         | One Fall                   |
| エッジ（5） & クリスチャン（5）                                                                                               | 5        | 12月21日      | SmackDown!                         | One Fall                   |
| ババ・レイ・ダッドリー（2） & ディーボン・ダッドリー（2） / ダッドリー・ボーイズ                                              | 2        | 2001年1月21日 | Royal Rumble2001                   | One Fall                   |
| マット・ハーディー（4） & ジェフ・ハーディー（4） / ハーディー・ボーイズ                                                      | 4        | 3月5日        | Raw is War                         | One Fall                   |
| エッジ（6） & クリスチャン（6）                                                                                               | 6        | 3月19日       | Raw is War                         | One Fall                   |
| ババ・レイ・ダッドリー（3） & ディーボン・ダッドリー（3） / ダッドリー・ボーイズ                                              | 3        | 3月19日       | Raw is War                         | One Fall                   |
| エッジ（7） & クリスチャン（7）                                                                                               | 7        | 4月1日        | WrestleMania X-seven               | TLC                        |
| ケイン（5） & ジ・アンダーテイカー（5） / ブラザーズ・オブ・デストラクション                                                  | 1        | 4月17日       | SmackDown!                         | One Fall                   |
| ストーン・コールド・スティーブ・オースチン（4） & トリプルH / パワー・トリップ                                                | 1        | 4月29日       | Backlash2001                       | One Fall                   |
| クリス・ベノワ & クリス・ジェリコ                                                                                             | 1        | 5月21日       | Raw is War                         | One Fall                   |
| ババ・レイ・ダッドリー（4） & ディーボン・ダッドリー（4） / ダッドリー・ボーイズ                                              | 4        | 6月19日       | SmackDown!                         | One Fall                   |
| ファルーク（3） & ブラッドショー（3） / アコライツ・プロテクション・エージェンシー                                            | 3        | 7月9日        | Raw is War                         | One Fall                   |
| ダイヤモンド・ダラス・ペイジ & クリス・キャニオン                                                                             | 1        | 8月9日        | SmackDown!                         | One Fall                   |
| ケイン（6） & ジ・アンダーテイカー（6） / ブラザーズ・オブ・デストラクション                                                  | 2        | 8月19日       | SummerSlam2001                     | Cage                       |
| ババ・レイ・ダッドリー（5） & ディーボン・ダッドリー（5） / ダッドリー・ボーイズ                                              | 5        | 9月17日       | RAW                                | One Fall                   |
| ザ・ロック（5） & クリス・ジェリコ（2）                                                                                       | 1        | 10月22日      | RAW                                | One Fall                   |
| ブッカー・T & テスト | 1        | 11月1日       | SmackDown!                         | One Fall                   |
| マット・ハーディー（5） & ジェフ・ハーディー（5） / ハーディー・ボーイズ                                                      | 5        | 11月12日      | RAW                                | One Fall                   |
| ババ・レイ・ダッドリー（6） & ディーボン・ダッドリー（6） / ダッドリー・ボーイズ                                              | 6        | 11月18日      | Survivor Series2001                | Steel Cage                 |
| タズ & スパイク・ダッドリー                                                                                                   | 1        | 2002年1月7日  | RAW                                | Hardcore                   |
| ビリー（9） & チャック / ビリー&チャック                                                                                      | 1        | 2月21日       | SmackDown!                         | One Fall                   |
| ※ブランド制によりスマックダウン管轄となるのと同時に団体名をWWEへと改称                                                        |          |               |                                    |                            |
| リキシ（2） & リコ | 1        | 5月19日       | Judgment Day2002                   | One Fall                   |
| ビリー（10） & チャック（2） / ビリー&チャック                                                                                | 2        | 6月4日        | SmackDown!                         | Elimination                |
| ハルク・ホーガン & エッジ（8）                                                                                                | 1        | 7月2日        | SmackDown!                         | One Fall                   |
| ランス・ストーム & クリスチャン（8） / アン・アメリカンズ                                                                     | 1        | 7月21日       | Vengeance2002                      | One Fall                   |
| ※RAW管轄となる |          |               |                                    |                            |
| ケイン（7） & ザ・ハリケーン                                                                                                  | 1        | 9月23日       | RAW                                | One Fall                   |
| クリス・ジェリコ（3） & クリスチャン（9）                                                                                     | 1        | 10月14日      | RAW                                | One Fall                   |
| ブッカー・T（2） & ゴールダスト                                                                                               | 1        | 12月15日      | Armageddon2002                     | Fatal Four Way Elimination |
| ウィリアム・リーガル & ランス・ストーム（2） / アン・アメリカンズ                                                             | 1        | 2003年1月6日  | RAW                                | One Fall                   |
| ババ・レイ・ダッドリー（7） & ディーボン・ダッドリー（7） / ダッドリー・ボーイズ                                              | 7        | 1月19日       | Royal Ramble2003                   | One Fall                   |
| ウィリアム・リーガル（2） & ランス・ストーム（3） / アン・アメリカンズ                                                        | 2        | 1月20日       | RAW                                | One Fall                   |
| チーフ・モーリー & ランス・ストーム（4）                                                                                      | 1        | 3月24日       | RAW                                | N/A                        |
| ケイン（8） & ロブ・ヴァン・ダム                                                                                              | 1        | 3月31日       | RAW                                | Triple Threat Elimination  |
| レネ・デュプリー & シルヴァン・グラニエ / ラ・レジスタンス                                                                    | 1        | 6月15日       | Bad Blood 2003                     | One Fall                   |
| ババ・レイ・ダッドリー（8） & ディーボン・ダッドリー（8） / ダッドリー・ボーイズ                                              | 8        | 9月21日       | Unforgiven2003                     | Handicap Tables            |
| リック・フレアー & バティスタ / エボリューション                                                                              | 1        | 12月14日      | Armageddon 2003                    | Turmoil                    |
| ブッカー・T（3） & ロブ・ヴァン・ダム（2）                                                                                    | 1        | 2004年2月16日 | RAW                                | One Fall                   |
| リック・フレアー（2） & バティスタ（2） / エボリューション                                                                    | 2        | 3月22日       | RAW                                | One Fall                   |
| クリス・ベノワ（2） & エッジ（9）                                                                                             | 1        | 4月19日       | RAW                                | One Fall                   |
| ロブ・コンウェイ & シルヴァン・グラニエ（2） / ラ・レジスタンス                                                               | 1        | 5月31日       | RAW                                | One Fall                   |
| クリス・ベノワ（3） & エッジ（10）                                                                                            | 2        | 10月19日      | Taboo Tuesday 2004                 | One Fall                   |
| ロブ・コンウェイ（2） & シルヴァン・グラニエ（3） / ラ・レジスタンス                                                          | 2        | 11月1日       | RAW                                | One Fall                   |
| ユージン & ウィリアム・リーガル（3）                                                                                          | 1        | 11月15日      | RAW                                | One Fall                   |
| ロブ・コンウェイ（3） & シルヴァン・グラニエ（4） / ラ・レジスタンス                                                          | 3        | 2005年1月16日 |                                    | One Fall                   |
| TAJIRI & ウィリアム・リーガル(4)                                                                                              | 1        | 2月4日        | RAW                                | One Fall                   |
| ザ・ハリケーン（2） & ロージー                                                                                                | 1        | 5月1日        | Backlash 2005                      | Tag Turmoil                |
| ランス・ケイド & トレバー・マードック                                                                                         | 1        | 9月18日       | Unforgiven 2005                    | One Fall                   |
| ビッグショー（3） & ケイン（8）                                                                                               | 1        | 11月1日       | Taboo Tuesday 2005                 | One Fall                   |
| ケニー & マイキー & ニッキ― & ジョニー & ミッチ / スピリット・スクワッド                                                      | 1        | 2006年4月3日  | RAW                                | One Fall                   |
| リック・フレアー（3） & ロディ・パイパー                                                                                      | 1        | 11月5日       | Cyber Sunday 2006                  | One Fall                   |
| エッジ（11） & ランディ・オートン / レイテッドRKO                                                                             | 1        | 11月13日      | RAW                                | One Fall                   |
| ジョン・シナ & ショーン・マイケルズ（4）                                                                                      | 1        | 2007年1月29日 | RAW                                | One Fall                   |
| マット・ハーディー（6） & ジェフ・ハーディー（6） / ハーディー・ボーイズ                                                      | 6        | 4月2日        | RAW                                | 10 Team Battle Royal       |
| ランス・ケイド（2） & トレバー・マードック（2）                                                                               | 2        | 6月4日        | RAW                                | One Fall                   |
| ポール・ロンドン & ブライアン・ケンドリック                                                                                   | 1        | 9月5日        |                                    | One Fall                   |
| ランス・ケイド（3） & トレバー・マードック（3）                                                                               | 3        | 9月8日        |                                    | One Fall                   |
| ハードコア・ホーリー（3） & コーディ・ローデス                                                                                | 1        | 12月10日      | RAW15周年記念特番                  | One Fall                   |
| コーディ・ローデス（2） & テッド・デビアス・ジュニア / プライスレス                                                           | 1        | 2008年6月29日 | Night of Champions 2008            | One Fall                   |
| ジョン・シナ（2） & バティスタ                                                                                                | 1        | 8月4日        | RAW                                | One Fall                   |
| コーディ・ローデス（3） & テッド・デビアス・ジュニア（2） / プライスレス                                                      | 2        | 8月11日       | RAW                                | One Fall                   |
| CMパンク & コフィ・キングストン                                                                                               | 1        | 10月27日      | RAW                                | One Fall                   |
| ジョン・モリソン & ザ・ミズ                                                                                                   | 1        | 12月13日      |                                    | One Fall                   |
| ※RAWとECWの共同管理となる |          |               |                                    |                            |
| カリート & プリモ / コロンズ                                                                                                  | 1        | 2009年4月5日  | WrestleMania 25                    | Lumber Jack                |
| 2009年4月5日、WM XXVでWWE世界タッグチーム王座と統合。WWE統一タッグチーム王座と改称。RAW・SmackDownの共通王座となる。          |          |               |                                    |                            |
| エッジ（12） & クリス・ジェリコ（4）                                                                                          | 1        | 6月28日       | The Bash                           | Triple Threat              |
| クリスジェリコ（5） & ビッグ・ショー（4） / ジェリ・ショー                                                                    | 1        | 7月26日       | Night of Champions 2009            | One Fall                   |
| ショーン・マイケルズ（5） & トリプルH（2） / D-ジェネレーションX                                                              | 1        | 12月13日      | TLC: Tables, Ladders & Chairs 2009 | TLC                        |
| ビッグ・ショー（5） & ザ・ミズ（2） / ショー・ミズ                                                                            | 1        | 2010年2月8日  | RAW                                | Triple Threat              |
| タイソン・キッド & デビッド・ハート・スミス / ハート・ダイナスティ                                                            | 1        | 4月26日       | RAW                                | One Fall                   |
| ※廃止 |          |               |                                    |                            |